# Doe Lea
Doe Lea är en by i Derbyshire i England. Byn är belägen 31,4 km 
från Derby. Orten har 904 invånare (2015).